# سمير متروك
سمير متروك (26 سبتمبر 1990) لاعب كرة قدم بحريني يلعب حاليا لصالح نادي الدرجة الأولى الأهلي البحريني في مركز الوسط المحوري من 2008.

## الإنجازات
- الدرجة الأولى (1): 2010
- كأس الاتحاد البحريني (1): 2016